# Émile Eigeldinger
Pour les articles homonymes, voir Eigeldinger.
Émile Eigeldinger, né le 4 mai 1886 à Besançon et mort le 27 février 1973 à Fontenay-sous-Bois, est un coureur cycliste français.

## Palmarès

### Sur route
- 1905
  - 2e de Nice-Puget-Théniers-Nice

### Championnats du monde
- Médaillé de bronze en 1906 (demi-fond amateur)

### Grand Prix
- Bol d'or 1912